# 1675 Simonida
1675 Simonida (1938 FB) là một tiểu hành tinh vành đai chính được Milorad B. Protić phát hiện vào ngày 20 tháng 3, năm 1938 tại Belgrade, Vương quốc Nam Tư.
Nó được đặt theo tên nữ hoàng Simonida, vợ của đức vua Stefan Milutin thuộc Serbia vào thời trung cổ. 